# Instituto Interregional de las Naciones Unidas para Investigaciones sobre la Delincuencia y la Justicia
El Instituto Interregional de las Naciones Unidas para Investigaciones sobre la Delincuencia y la Justicia (UNICRI, del inglés para United Nations Interregional Crime and Justice Research Institute) es uno de los cinco institutos de investigación y capacitación de las Naciones Unidas.

## Historia
Fue creado en 1967 con la finalidad de asistir a nivel intergubernamental, gubernamental y no gubernamental, en la formulación e implementación de las políticas criminológicas y de justicia criminal. Tiene su sede en Turín, Italia.

## Misión
Tiene como misión formular e implementar mejoras respecto a las políticas en el campo de la prevención del delito y la justicia. En conformidad con sus objetivos, el UNICRI ayuda a las organizaciones intergubernamentales, gubernamentales y no gubernamentales a:
- Mejorar la comprensión de los problemas relacionados con el crimen.
- Identificar estrategias, políticas e instrumentos apropiados.
- Fomentar sistemas de justicia penal justos y eficientes.
- Apoyar el respeto de los instrumentos y normas internacionales.
- Facilitar la cooperación judicial y la aplicación de la ley internacional.

Asimismo, UNICRI apoya a los países en la prevención del delito a través de la investigación y análisis, la cooperación técnica, programas de entrenamiento, intercambio de información y servicios de asesoramiento.
Desde el 30 de marzo de 2020, la directora es Antonia Marie De Meo.
La anterior directora, Bettina Tucci Bartsiotas quedó como directora interina.